# Joakim Bengtsson
Arne Peter Joakim Bengtsson, född 1964, är en svensk entreprenör, föreläsare, samlare och antikexpert inom keramik, porslin och enklare allmängods. Bor och är verksam i Landskrona, Nyhamnsläge och sedermera emellanåt i Stockholm. I grunden utbildad restaurang- och hushållslärare.
Bengtsson är expert i Antikrundan sedan 2009. Han är även besiktning-/värderingsman, förordnad av Sveriges Handelskamrar. Helsingborgs Auktionsverk startades i början av 1990-talet av Yngve Sandgren. År 2001 köps företaget av Bengtsson vilket bygger en ny lokal för auktioner i Helsingborg. 2014 köper Lauritz.com Helsingborgs Auktionsverk av honom. Under våren 2018 öppnades filialen Stockholms Auktionsverk under samma tak.
Bengtsson är även grundare, arrangör och delägare av event- och utställningshallen Blå Hallen i Höganäs sedan 2015. Deras första mässevent Det Goda Livet 2019 (som är del av deras satsning inom Det Goda-konceptet) drog närmare 8000 besökare  och blev nominerad till Årets evenemang 2019 av Magasinet Skåne. Bengtsson arrangerade årligen julmarknader i sin fastighet, känd som Gamla Kassan i Landskrona men har numera flyttat denna marknad till Blå Hallen i Höganäs under namnet Den Goda Julen. Han blev även utnämnd till årets entreprenör i Höganäs 2020. 
Bengtsson vann The Collector's Awards 2010 som Årets samlare  och har sedan dess suttit med i Juryn för The Collector's Awards.